# Maciço de Néouvielle
O Maciço de Néouvielle é um maciço montanhoso situado nos Pirenéus franceses, conhecido pelos seus lagos e pelo microclima. Faz parte da Reserva Natural de Néouvielle (2300 ha), junto do Parque Nacional dos Pirenéus. Essa reserva foi criada em 1936 e é a terceira mais antiga da França.
O nome Néouvielle provém de nèu vielha ("'neve velha") na língua occitana.

## Grupo Néouvielle
Este grupo centra-se no Pic de Néouvielle e é composto por picos graníticos gelados.

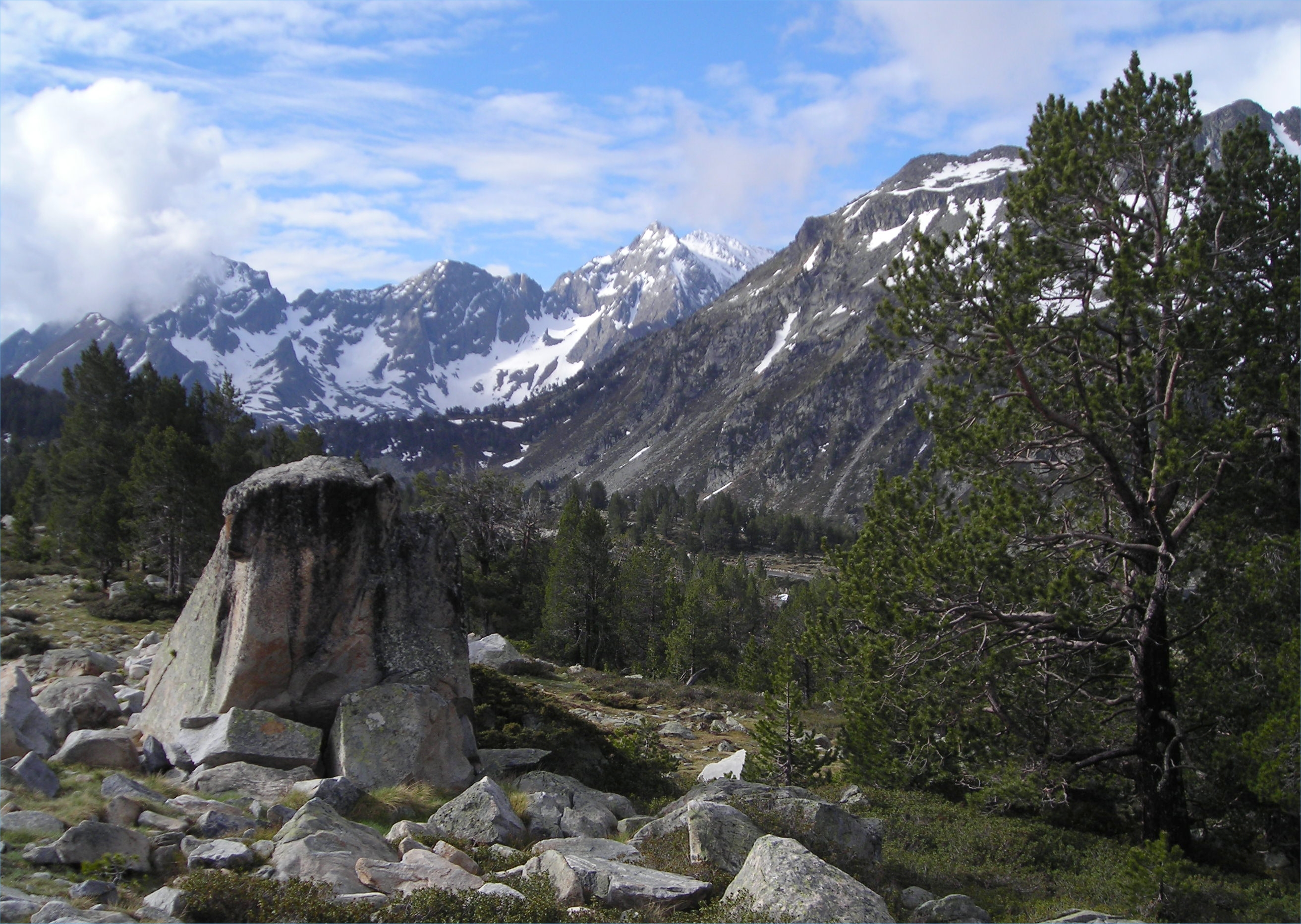
Pic Méchant (fundo, ao centro) e Pic de Bugatet (fundo, com nuvens) vistos do lac d'Aubert, com penedos de granito e pinheiros-das-montanhas.

- Pic de Néouvielle 3091 m
- Pic des Trois Conseillers 3039 m
- Turon de Néouvielle 3035 m
- Pic Ramougn 3011 m
- Pic de la Coume de l'Ours 2855 m
- Pic de la Morèle 2679 m
- Pic de la Hèche Castet 2568 m
- Pic Prudent 2287 m

## Grupo do Pic Long-Campbieil
Este grupo fica a sul do grupo Néouvielle e fora da Reserva Natural de Néouvielle.
- Pic Long 3192 m - a montanha mais alta do maciço

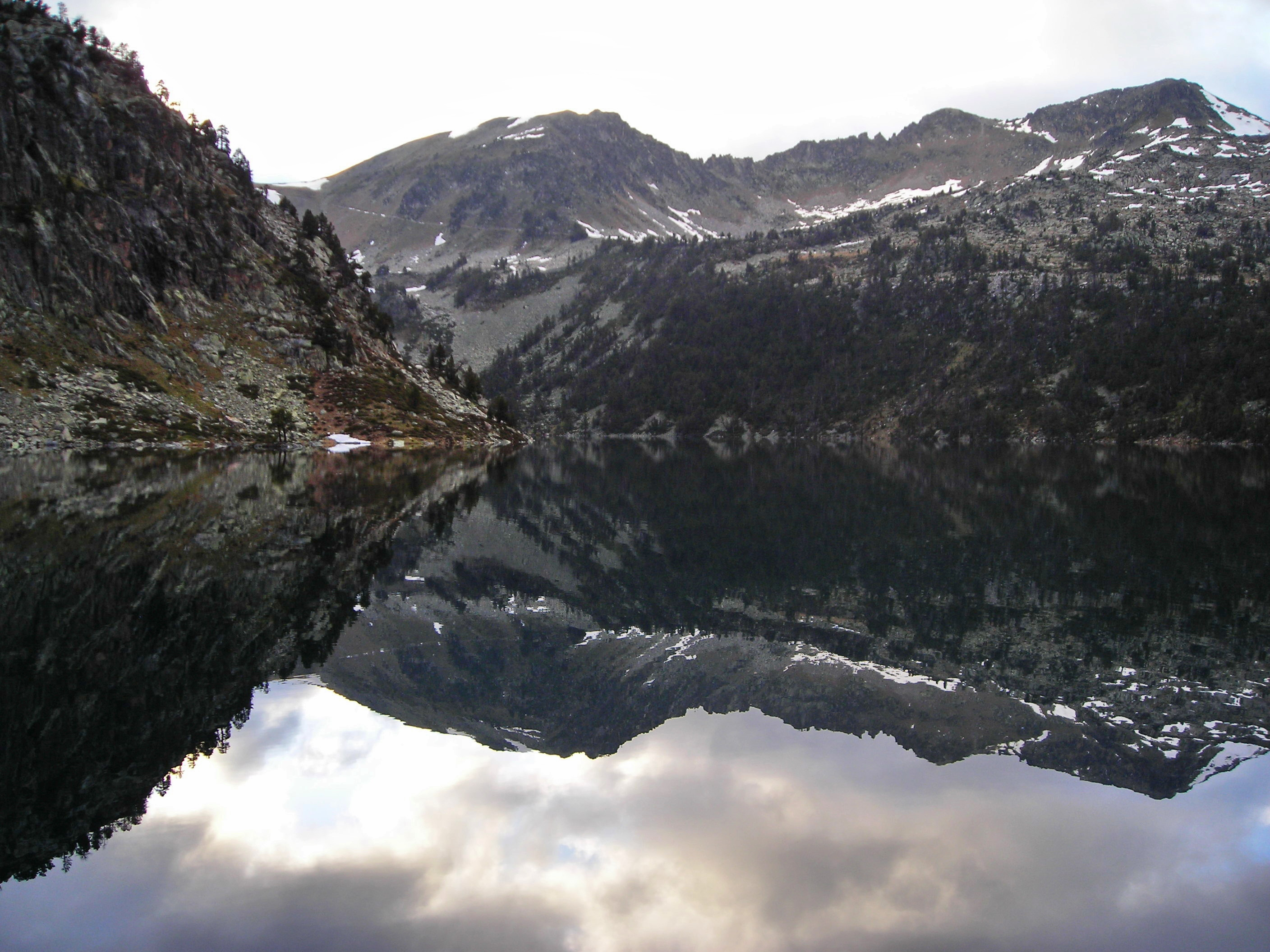
Lago d'Aubert e Pic de Madamète (direita)

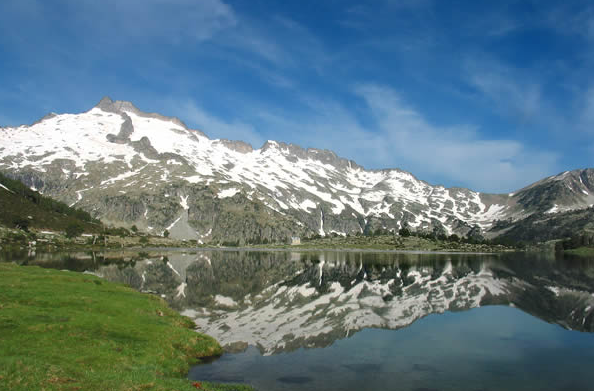
Vertente oriental do Pic de Néouvielle visto do lac d'Aumar

- Pic de Campbieil 3173 m
- Pic Badet 3160 m
- Pic Maou 3074 m
- Pic Maubic 3058 m
- Pic de Buggaret 3031 m
- Pic de Crabounouse 3021 m
- Dent d'Estibère 3017 m
- Pic d'Estaragne 3006 m
- Pic des Halharisès 2995 m
- Pic Méchant, 2930 m
- Pic de Bugatet 2877 m

## Lagos
- Lac d'Aubert
- Lac d'Aumar
- Lac de Cap Long
- Lacs de Madamète
- Lac d'Orédon
- Lac de l'Oule